# Bart vs. Thanksgiving
«Bart Vs. Thanksgiving», llamado «Bart en el día de Acción de Gracias» en España y «Bart contra el día de Acción de Gracias» en Hispanoamérica, es un capítulo perteneciente a la segunda temporada de la serie animada Los Simpson, emitido originalmente el 22 de noviembre de 1990. El episodio fue escrito por George Meyer y dirigido por David Silverman.

## Sinopsis
Todo comienza en el día de Acción de Gracias, cuando Lisa se pone a preparar un centro de mesa para usar durante la cena de la noche. El centro de mesa está decorado con imágenes de mujeres importantes de la historia, tales como Georgia O'Keefe, Susan B. Anthony y Marjory Stoneman Douglas. Cuando orgullosamente va a mostrárselo a la familia, Bart lleva a la centro de mesa el pavo, y dice que el centro de mesa ocupa demasiado lugar. Bart y Lisa comienzan a pelearse, y el centro de mesa termina saliendo volando hacia la chimenea, siendo reducido a cenizas. Lisa rompe a llorar y sube las escaleras corriendo hacia su cuarto. Homer y Marge, furiosos, mandan a Bart a su habitación, diciéndole que había arruinado la cena de Acción de Gracias. 
Luego de consolar a Lisa, Marge le dice a Bart que puede bajar a cenar con la condición de que se disculpe. Bart no está de acuerdo y decide escaparse por la ventana de su habitación. Junto a Ayudante de Santa, Bart recorre vecindarios buscando comida, hasta que llega a un barrio muy pobre donde había un negocio donde le daban dinero a cambio de sangre. Bart recibe 12 dólares a cambio de un poco de su sangre. Luego, se desmaya.
Más tarde, dos indigentes que creen que Bart es uno más de ellos, lo llevan a un comedor comunitario, en donde se está sirviendo una cena de Acción de Gracias. Allí, Kent Brockman está haciendo un reportaje sobre la cena, y empieza a dar un comentario sobre los indigentes, cuando decide entrevistar a Bart. El resto de la familia, desde su casa, lo ven a Bart por TV. Luego de un par de preguntas de Kent, Bart se jacta de no haberse disculpado. 
Cuando Bart sale del comedor, les regala a los dos indigentes los doce dólares que había obtenido por su donación de sangre, viendo que los hombres necesitaban el dinero más que él. Algo arrepentido, decide volver a su casa, pero cuando llega cambia de opinión y se instala en el techo para oír qué pasaba en el interior. En ese momento escucha a Lisa, quien está escribiendo en su diario, llorando. Bart la llama para que vaya al techo con él. Al principio, Bart se negaba a disculparse, sin darse cuenta el por qué de la tristeza de Lisa. Lisa le pide a Bart que trate de encontrar sus sentimientos, de darse cuenta por qué Lisa estaba llorando. 
Luego de pensar un poco, Bart finalmente entiende por qué Lisa estaba triste, y se disculpa por haber arruinado su centro de mesa. Homer y Marge, luego de enterarse de lo sucedido, entran a los niños a la casa y todos juntos disfrutan una gran cena de Acción de Gracias.